# Lókot
Lókot (en rus: Локоть) és un poble del krai de l'Altai, a Rússia, que el 2016 tenia 1.066 habitants. Pertany al raion de Lókot (Lóktevski raion).